# McDonald, Ohio
McDonald är en ort i Trumbull County i delstaten Ohio, USA.